# 東北大学大学院薬学研究科・薬学部
東北大学大学院薬学研究科（とうほくだいがくだいがくいんやくがくけんきゅうか、英称:Graduate School of Pharmaceutical Sciences）は、東北大学大学院に設置される研究科の一つである。また、東北大学薬学部（とうほくだいがくやくがくぶ、英称:Faculty of Pharmaceutical Sciences）は、東北大学に設置される学部の一つである。

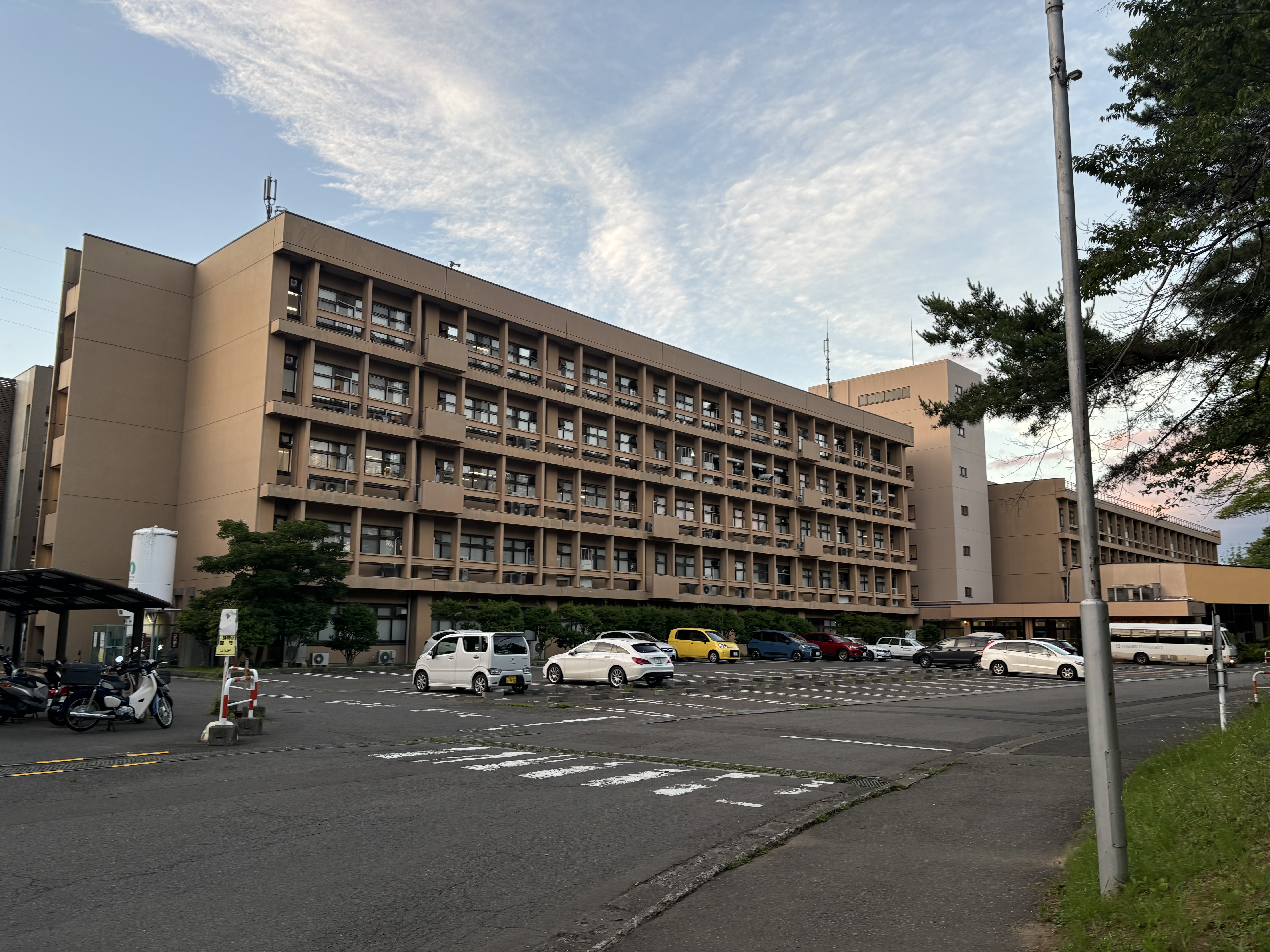
薬学研究科A棟

## 概要
東北大学薬学部は、1972年に医学部薬学科が独立して設立された学部である。1999年に大学院重点化を行った。薬を通じて人類の福祉と発展に貢献できる人材を育成することを教育理念としている。

## 沿革
- 1890年 - 第二高等学校医学部薬学科を設立[1]。
- 1957年 - 東北大学医学部に薬学科を設置[1]。
- 1972年 - 薬学部として医学部から独立[1]。
- 1999年 - 大学院重点化[1]。

## 学科
- 入学定員80人[3]
  - 創薬科学科[4]
  - 薬学科[4]

## 著名な出身者

### 研究
- 大泉康 - 薬学、東北大学名誉教授
- 坂本尚夫 - 薬学、元東北大学副学長、元国立薬学部長会議議長、インテリジェント・コスモス研究機構社長
- 鈴木七美 - 医療人類学、国立民族学博物館教授、女性史青山なを賞
- 丹治健一 - 有機化学、静岡薬科大学教授
- 西村孝司 - 免疫学、元北海道大学教授、日本癌学会奨励賞
- 吉成浩一 - 薬学、静岡県立大学教授、日本薬学会学術振興賞

### その他
- 瀬名秀明 - 小説家、元日本SF作家クラブ会長、日本SF大賞、日本ホラー小説大賞